# Костимографија
Костимографија је примењена уметничка дисциплина која се бави истраживањем базичних података које третирају сценска дела (епоха, класа носиоца костима, тада актуелни естетски стил) те истраживањем естетике, уметности костима и процеса техничке реализације костима.